# Kuchnia maltańska

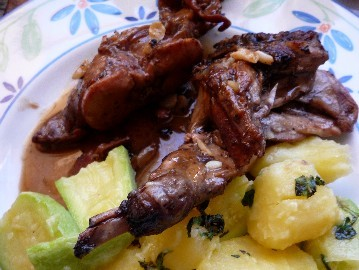
Fenek bit-tewm u bl-inbid (królik w winie z czosnkiem)

Kuchnia maltańska – potrawy i napoje charakterystyczne dla Malty oraz kultury jej mieszkańców. Obce wpływy odgrywają znaczącą rolę w maltańskiej kuchni. Bliskość Włoch spowodowała rozpowszechnienie na Malcie potraw z makaronu, po Brytyjczykach zostały steki, szarlotka i smażona ryba z frytkami. Autentyczne maltańskie potrawy należą do kuchni śródziemnomorskiej.

## Potrawy charakterystyczne dla Malty

### Zupy

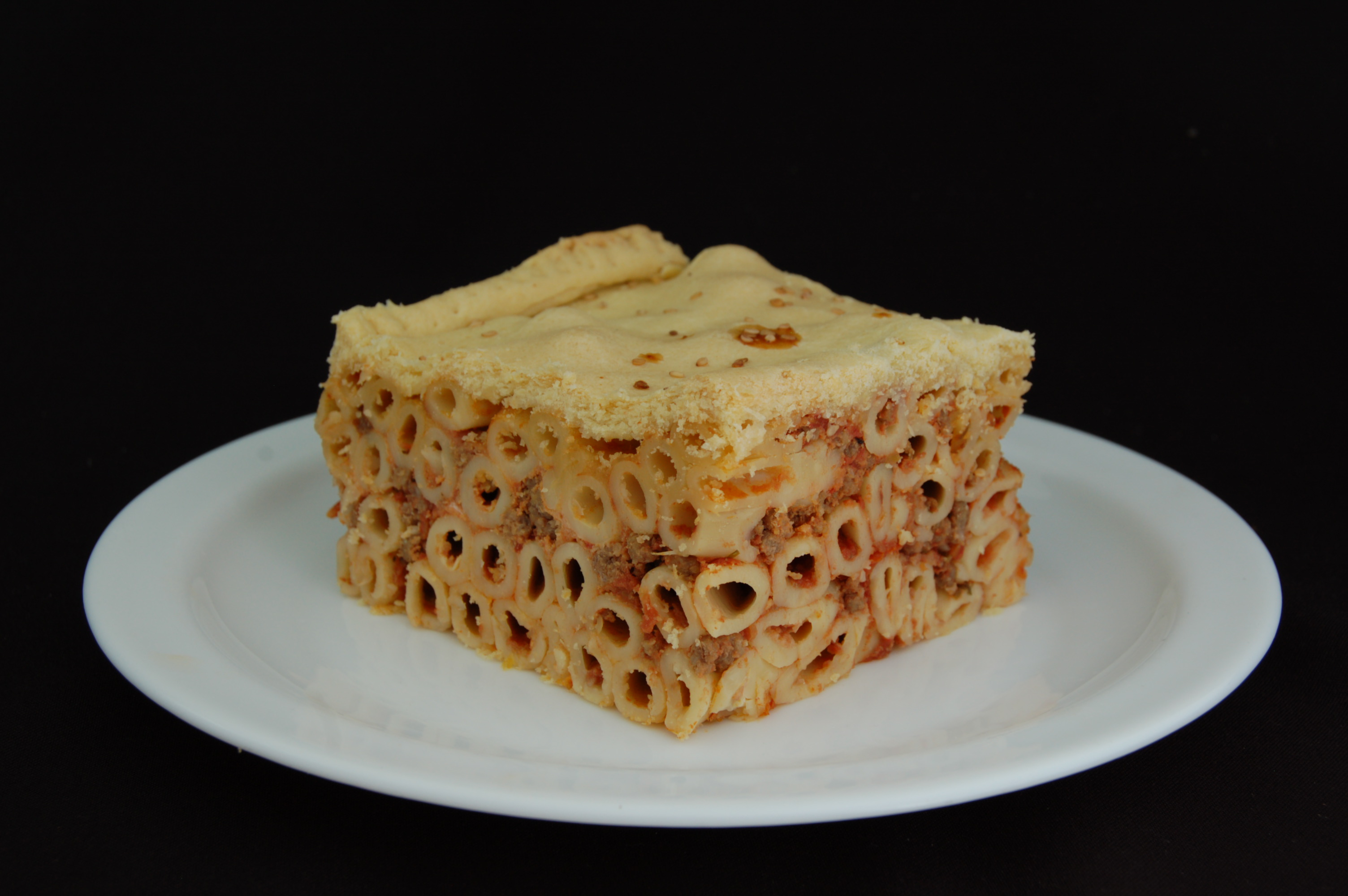
Timpana – makaron z kruchym wierzchem

- Aljotta – zupa rybna, przyprawiona cebulą i ziołami
- Brodu – bulion wołowy z dodatkiem selera, kabaczka i rzepy
- Kawlata – zupa jarzynowa z wieprzowiną lub maltańskimi kiełbaskami
- Minestra – zupa jarzynowa, podobna do włoskiej minestrone, lecz gęstsza
- Soppa tal-armla – zupa jarzynowa podawana z kozim serem

### Potrawy z makaronu i ryżu

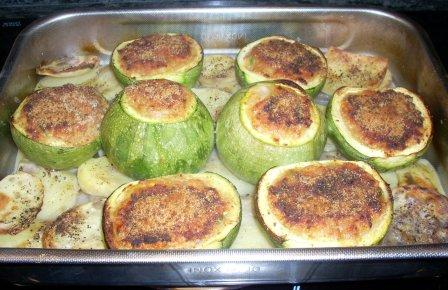
Qargħa Bagħli Mimli – zapiekane cukinie faszerowane mięsem, serem i pietruszką

- Ross il-forn – ryż z siekaną wołowiną, jajami, pomidorami i szafranem
- Timpana – zapiekanka z makaronu, mięsa, warzyw, sera i jaj

### Jarzyny
Potrawy z miejscowych warzyw są często nadziewane farszem z mielonego mięsa, cebuli, pietruszki, oliwek, czerstwego pieczywa, ziół i pomidorów.
- Brunġiel – nadziewane bakłażany
- Kapunata – bakłażany, pomidory, zielona papryka i czosnek
- Qaqoċċ mimli – nadziewane karczochy
- Qara'bali mimli – nadziewany kabaczek

### Ryby i owoce morza

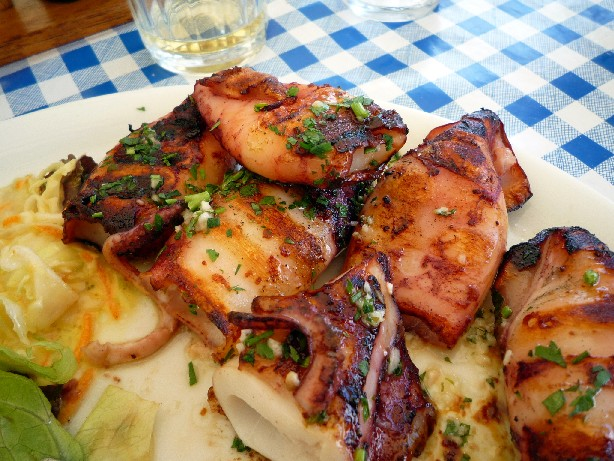
Grilowane kalmary

- Lampuka – ryba migrująca wzdłuż wybrzeży maltańskich od września do listopada
- Aċċola – seriola
- Awwija – homar
- Calamari – kałamarnica (nadziewana, smażona lub duszona)
- Cerna – granik
- Clamar – kałamarnica
- Dott – wrakoń
- Gamblu – wielka krewetka
- Granċ – krab
- Merluzzo – morszczuk
- Qarnita – ośmiornica (często smażona w czosnku lub duszona w sosie z czerwonego wina)
- Tamar – omułek
- Tunnagg – tuńczyk (często gotowany z pomidorami, zieloną papryką i cebulą)

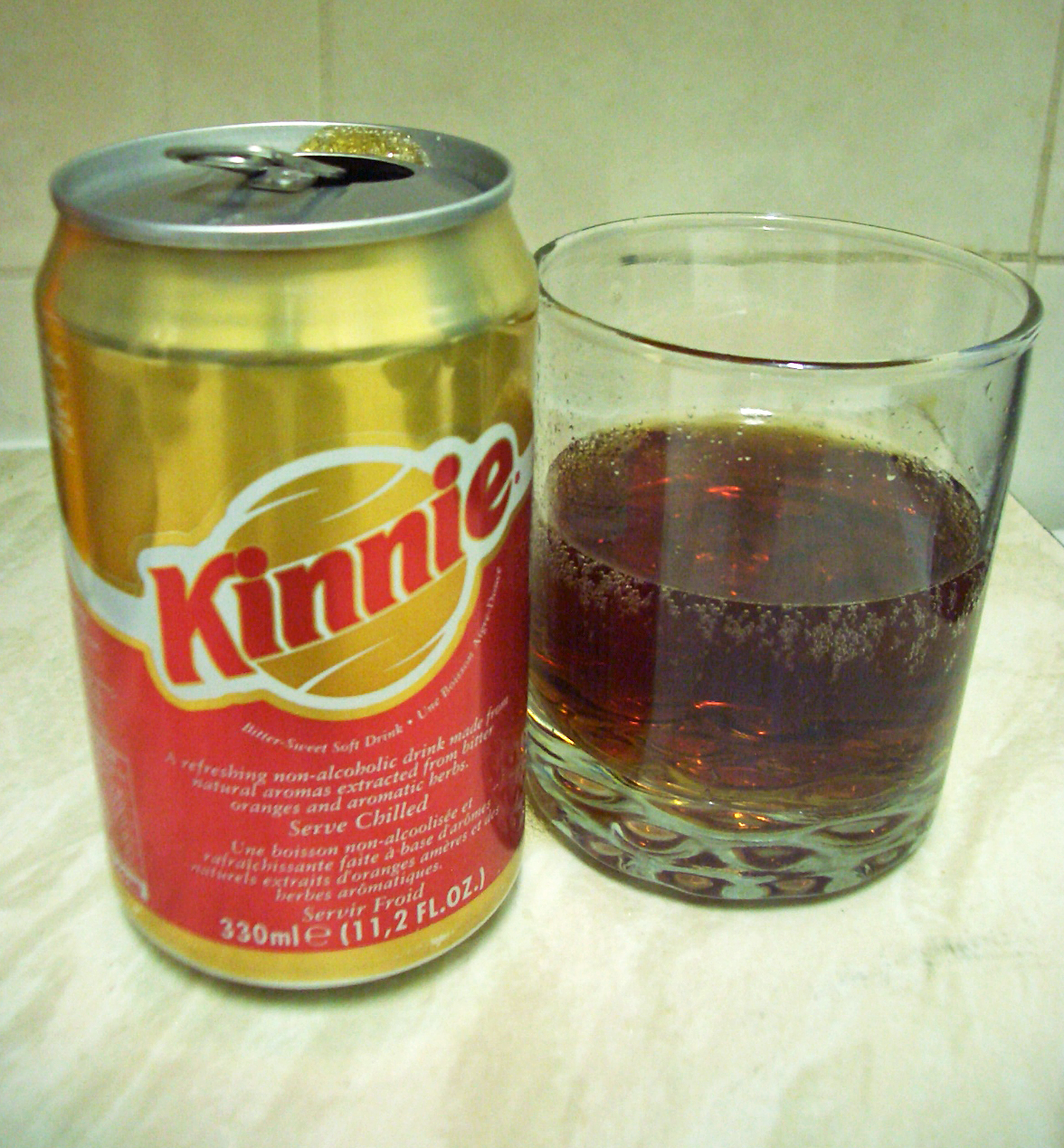
Kinnie

### Potrawy z mięsa
- Braġjoli – zrazy wołowe z nadzieniem z mielonego mięsa, oliwek, jaj, bekonu, czerstwego pieczywa i pietruszki.
- Fenek biz-Zalza – potrawka z królika z dodatkiem cebuli, ziół i wina.
- Torta tal-fenek – pasztet z królika.

### Sery
- Ġbejna – owczy ser, który podaje się świeży, podsuszony lub przyprawiony. Jest to specjalność Gozo.

### Napoje
Na Malcie można kupić rodzime wina i piwa. Przykładem może być Farson's Shandy – połączenie piwa i lemoniady. Najbardziej charakterystyczny napój to Kinnie – napój gazowany z gorzkich pomarańczy.

### Pieczywo
- Ftira – maltański chleb na zakwasie, w formie pierścienia, przeważnie jedzony z nadzieniem

### Sosy
- Ailloli – rodzaj sosu czosnkowego stosowany w kuchni państw Europy Południowej